# Andol, Ribnica
Andol este o localitate din comuna Ribnica, Slovenia, cu o populație de 18 locuitori.